# Rue des Petites-Écuries (Paris)
Pour les articles homonymes, voir Rue des Petites-Écuries.
La rue des Petites-Écuries se situe dans le 10e arrondissement de Paris.

## Situation et accès
Elle part de la rue du Faubourg-Saint-Denis et finit dans la rue du Faubourg-Poissonnière.

## Origine du nom
La rue tient son nom des Petites Écuries royales qui se trouvaient à l'angle que cette voie forme avec la rue du Faubourg-Saint-Denis. Elles sont installées en 1755. Jusque-là, les Écuries du Roi, Petite Écurie et Grande Écurie sont situées à Versailles.

## Historique
Avant 1780, époque à laquelle elle fut créée, c'était un ancien chemin longeant le Grand Égout de ceinture. 

Cette rue est ouverte en 1780, sous le nom de « rue des Petites-Écuries-du-Roi », sur le Grand Égout de ceinture qui fut canalisé en 1740 et couvert sur cette portion en 1769.
Sous la Révolution la « rue des Petites-Écuries-du-Roi » est devenue la « rue des Petites-Écuries ».
Le 12 juin 2018, un forcené a retenu deux personnes en otage qui ont été finalement saines et sauves. Ses motivations sont restées floues.

## Bâtiments remarquables et lieux de mémoire

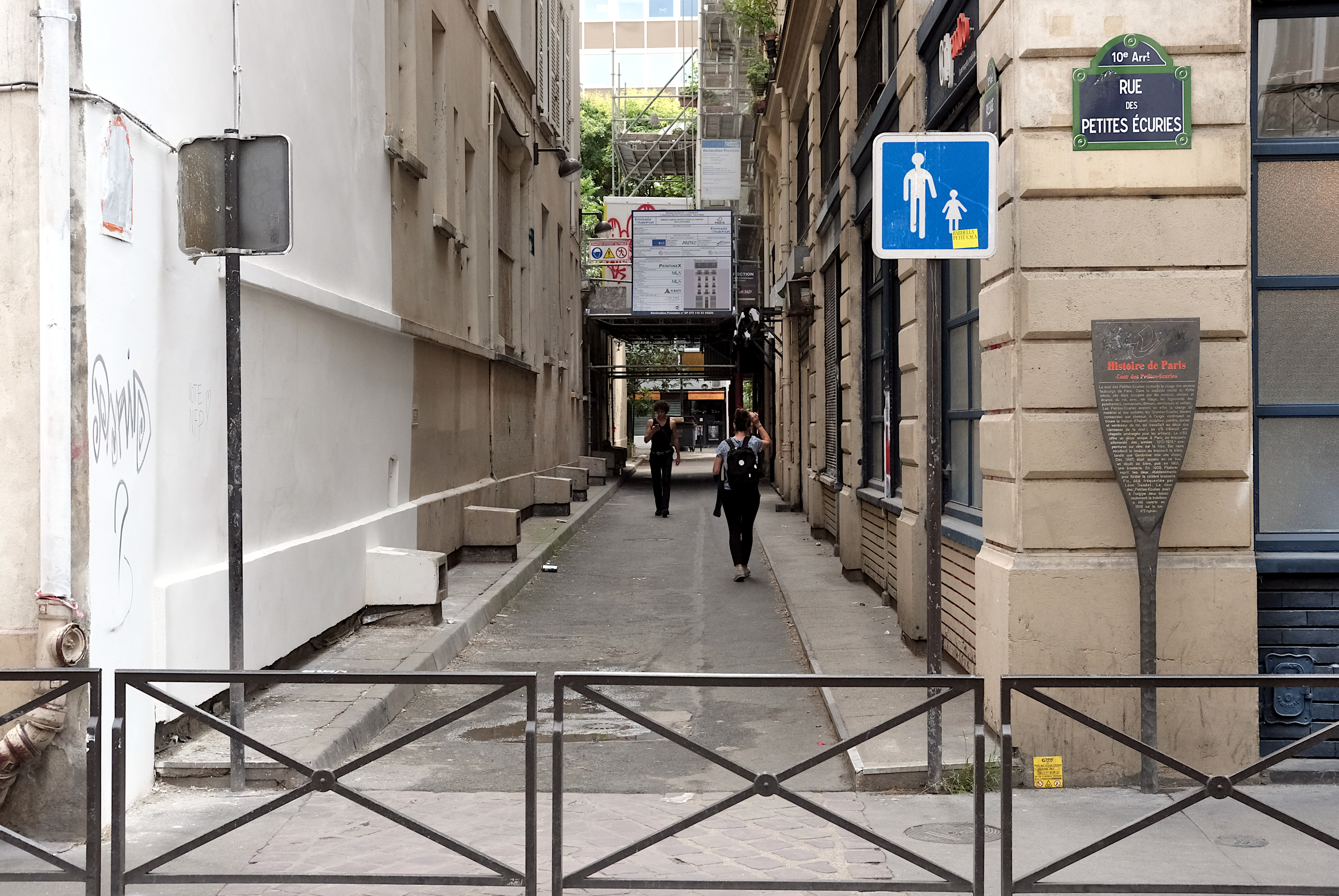
Panneau Histoire de Paris au n°17

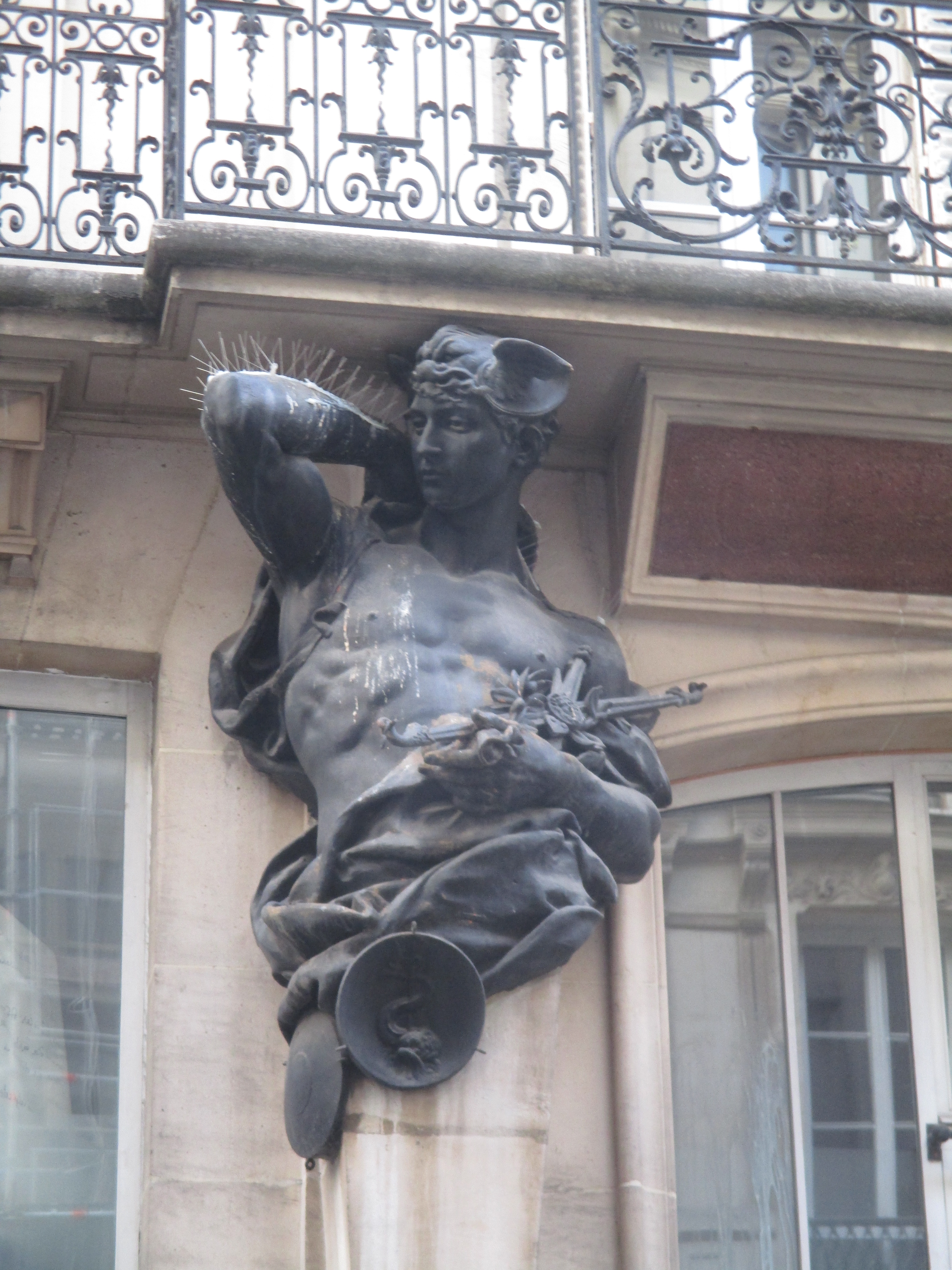
Détail du 48 rue des Petites-Écuries

- Nos 7 et 9 : le New Morning, club de jazz.
- No 10 : Paul Verlaine habita à cette adresse avec sa famille avant d'emménager aux Batignolles.
- No 14 : Antoine Joseph Santerre, général de division de la Révolution française, est mort ruiné chez son fils.
- No 15 : l'actrice anglaise Lucy Gordon (Les Poupées russes, Gainsbourg, vie héroïque) s'est pendue dans son appartement le 20 mai 2009.
- No 17 : panneau Histoire de Paris "Cour des Petites-Écuries".
- No 28 : la militante anti-apartheid Dulcie September est assassinée devant la porte de son bureau au 4e étage, le 29 mars 1988.
- No 44 : Hôtel Botterel de Quintin
- No 46 : siège de Unité Magistrats.
- No 52 : emplacement d'une maison habitée par le compositeur Étienne Nicolas Méhul en 1816-1817 (anciennement no 48).
- No 54 : façade factice cachant un poste de redressement de la RATP.
- No 58 : emplacement d'un hôtel particulier construit par et pour Claude Nicolas Ledoux.